# Dirka po Franciji 1929
Dirka po Franciji 1929 je bila 23. dirka po Franciji, ki je potekala od 30. junija do 28. julija 1929. Imela je 22 etap s skupno dolžino trase 5.286 km, povprečna hitrost zmagovalca pa je bila 28,3 km/h.

### Spremembe od leta 1928
Na Touru 1928 je bila večina etap organiziranih kot moštveni kronometer s 15 minutnim presledkom med ekipami, pri čemer se je zanimanje javnosti za samo dirko precej zmanjšalo. Organizatorji so se zato na Touru 1929 odločili spremeniti potek dirke z zmanjšanjem števila kronometrov zgolj na 12., 19. in 20. etapo, kjer so bile pričakovane povprečne hitrosti manjše od 30 km/h, in 10 minutnim presledkom.
Celotni podij na predhodnem Touru so zasedli člani zgolj ene kolesarske ekipe - Alcyon. Vsled tega na Touru 1929 moštva uradno niso bila prisotna, kolesarji pa so tekmovali v kategoriji A (profesionalci) oz. kot polprofesionalci in amaterji.
Sprememba se je kazala tudi pri pomoči kolesarjem; na predhodnem Touru jim je bila pomoč dovoljena, medtem ko so si na tej dirki morali pomagati sami.

## Potek dirke
V začetnih etapah so si bili kolesarji na vrhu precej skupaj. Tako so bili na koncu 7. etape v skupnem vodstvu kar trije tekmovalci. Po 9. gorski etapi je v vodstvo prišel Francoz Victor Fontan, drugi najstarejši nosilec rumene majice na Tourih doslej, ki pa je moral že po koncu naslednje zaradi zlomljenih vilic na kolesu zapustiti dirku, rumeno majico pa predati novemu vodilnemu, Belgijcu De Waeleju. Slednji je uspel ohraniti vodstvo do konca dirke ter tako postal novi skupni zmagovalec Toura.

## Pregled
| Kategorije                          | Podatki       |
| ----------------------------------- | ------------- |
| Začetek-konec                       | Pariz - Pariz |
| Dolžina (km)                        | 5.286         |
| Število etap                        | 22            |
| Povprečna hitrost zmagovalca (km/h) | 28,320        |
| Kolesarjev                          | 155           |
| Tekmo končalo                       | 60            |

| Etapa | Start in cilj                  | Dolžina | Etapni zmagovalec        | Čas         | Rumena majica                             |
| ----- | ------------------------------ | ------- | ------------------------ | ----------- | ----------------------------------------- |
| 1     | Pariz - Caen                   | 206 km  | Aimé Dossche             | 5h 55' 21"  | Aimé Dossche                              |
| 2     | Caen - Cherbourg               | 140 km  | André Leducq             | 4h 20' 51"  | Aimé Dossche                              |
| 3     | Cherbourg - Dinan              | 199 km  | Omer Taverne             | 6h 21' 03"  | Aimé Dossche                              |
| 4     | Dinan - Brest                  | 206 km  | Louis De Lannoy          | 6h 41' 54"  | Maurice De Waele                          |
| 5     | Brest - Vannes                 | 208 km  | Gustaaf van Slembrouck   | 6h 29' 03"  | Maurice De Waele                          |
| 6     | Vannes - Les Sables-d'Olonne   | 206 km  | Paul Le Drogo            | 6h 23' 14"  | Maurice De Waele                          |
| 7     | Les Sables-d'Olonne - Bordeaux | 285 km  | Nicolas Frantz           | 9h 13' 07"  | Nicolas Frantz André Leducq Victor Fontan |
| 8     | Bordeaux - Bayonne             | 182 km  | Julien Moineau           | 5h 36' 25"  | Gaston Rebry                              |
| 9     | Bayonne - Luchon               | 363 km  | Salvador Cardona         | 16h 31' 57" | Victor Fontan                             |
| 10    | Luchon - Perpignan             | 323 km  | Jef Demuysere            | 11h 42' 48" | Maurice De Waele                          |
| 11    | Perpignan - Marseille          | 366 km  | André Leducq             | 13h 37' 29" | Maurice De Waele                          |
| 12    | Marseille - Cannes             | 191 km  | Marcel Bidot             | 5h 57' 45"  | Maurice De Waele                          |
| 13    | Cannes - Nica                  | 133 km  | Benoît Fauré             | 4h 52' 18"  | Maurice De Waele                          |
| 14    | Nica - Grenoble                | 333 km  | Gaston Rebry             | 13h 19' 06" | Maurice De Waele                          |
| 15    | Grenoble - Évian               | 329 km  | Julien Vervaecke         | 13h 39' 37" | Maurice De Waele                          |
| 16    | Évian - Belfort                | 283 km  | Charles Pélissier        | 9h 34' 05"  | Maurice De Waele                          |
| 17    | Belfort - Strasbourg           | 145 km  | André Leducq             | 4h 27' 24"  | Maurice De Waele                          |
| 18    | Strasbourg - Metz              | 165 km  | André Leducq             | 5h 47' 10"  | Maurice De Waele                          |
| 19    | Metz - Charleville             | 159 km  | Bernard van Rysselberghe | 4h 44' 06"  | Maurice De Waele                          |
| 20    | Charleville - Malo-les-Bains   | 270 km  | Maurice De Waele         | 9h 16' 16"  | Maurice De Waele                          |
| 21    | Malo-les-Bains - Dieppe        | 234 km  | André Leducq             | 9h 03' 52"  | Maurice De Waele                          |
| 22    | Dieppe - Pariz                 | 332 km  | Nicolas Frantz           | 12h 19' 19" | Maurice De Waele                          |